# Auberge de Boondael
L'ancienne ferme et auberge de Boondael ou de Boendael est une ancienne ferme aménagée en salle de fêtes qui est aujourd'hui la plus ancienne habitation du hameau de Boondael en Belgique.
L'ensemble formé des numéros 11 et 12 est les derniers témoins de l'activité rurale d'Ixelles qui a été totalement supprimée par une urbanisation massive au XXe siècle. L'ensemble de ces deux bâtiments est classé.

## Histoire du site
Le square est caractérisé par la petite chapelle construite par le bourgeois Guillaume d’Hulstbosch à l’abord de la ferme familiale existant à Boondael.
La construction de cette chapelle suit le refus d’admission par l’abbaye Rouge-cloître et donc Guillaume d’Hulstbosch décida de bâtir sa propre chapelle. Elle fut agrandie de 1472 à 1474 afin qu’elle puisse accueillir davantage de fidèles. La chapelle devint la propriété du serment des arquebusiers vers la fin du XVe siècle. Elle a été endommagée avec les maisons du hameau à plusieurs reprises lors des guerres de Religion entre protestants et catholiques que connaît la région dans la fin du XVIe siècle.
Au numéro 12 du square en question se trouve l’ancienne ferme construite en 1756 par Louis-Joseph Paris, qui est un garde forestier à cheval du bois de Soignes de Marie-Thérèse d’Autriche. Ce terrain était la propriété de sa famille depuis plus de 200 ans. Ce bâtiment a été initialement bâti pour accueillir une ferme et un cabaret. Il est constitué de deux corps.
Le cabaret de Saint-Adrien joua un rôle important dans la vie sociale du hameau. Des ventes publiques y étaient organisées est la cour censale de Boondael s’y réunissait également.
À la fin du XVIIIe siècle, le ferme/cabaret devient l’une des plus importantes du hameau.
Au début du XXe siècle, le ferme été aménagée en bergerie par M. Schmid. Il était maître éleveur et propriétaire de troupeaux. Les fournils, grenier à grains, porcheries et écuries ont été démolies après la Première Guerre mondiale.
En 1956, la ferme devient l’Auberge de Boondael. Énormément de travaux de rénovation ont eu lieu avec également une extension. Ceci a été réalisé par l’architecte R. Van Haudenard.
Le bâtiment a été transformé une seconde fois vers 1965, après avoir été endommagé par un incendie.

## Description de la façade
Le corps du bâtiment principal se situe en parallèle à la chaussée de Boitsfort, et remonte à 1756.
Ceci fut l’emplacement de trois fermettes du XVIIe siècle qui ont été unifiées et dont certaines structures ont été gardées depuis : comme l’appareil irrégulier des briques que l’on peut remarquer de la rue, les linteaux de tailles différentes et les dimensions irrégulières des baies ainsi que les traces de baies.
Le bâtiment d’aujourd’hui compte un seul étage sous une toiture en tuiles.
La façade compte sept travées, chacune est définie d’une baie rectangulaire et l’encadrement des portes ainsi que les fenêtres sont en pierre blanche. Du côté du vieux tilleul, on trouve un mur-pignon longé par une cheminée et de deux paires de fenêtres rectangulaires (réalisées lors des travaux de 1950); La toiture a été entièrement renouvelée en 1956 à la suite de l’incendie, celle-ci est percée de trois lucarnes et deux velux. Vers la cour, les baies ont conservé leur meneau horizontal en pierre.
L’intérieur du bâtiment a été entièrement transformé à cause de son actuelle fonctionnalité (restaurant/salle de location).

## Galerie

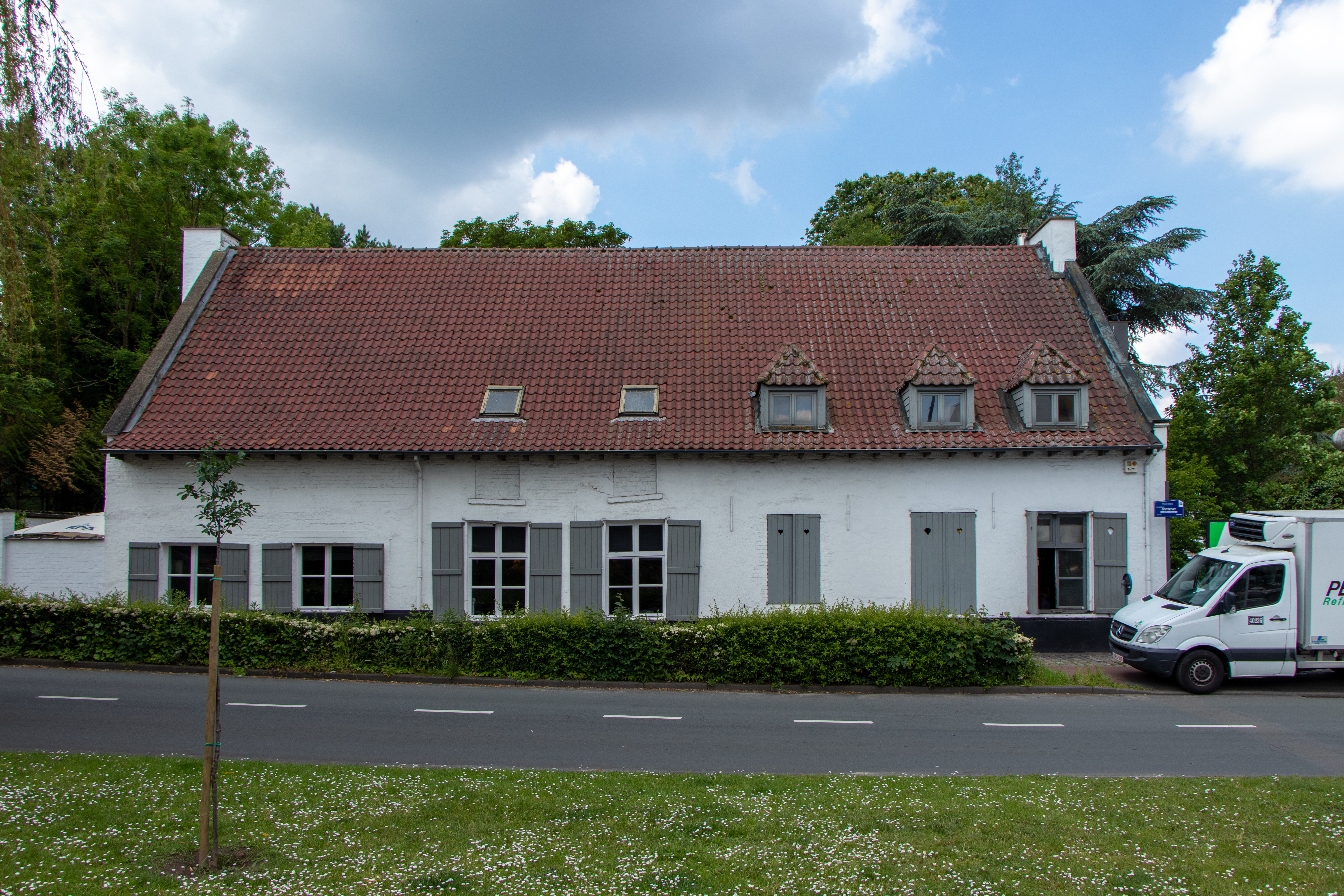
Façade Nord-Est (chaussée de Boitsfort)